# Raión de Peno
El raión de Peno (ruso: Пе́новский райо́н) es un distrito administrativo (raión) ruso perteneciente a la óblast de Tver. Su forma de autogobierno local es desde 2020 la de ókrug municipal (Пе́новский муниципальный округ), albergando su territorio un único ayuntamiento con sede en la capital distrital homónima. Se ubica en el oeste de la óblast.
En 2021, el raión tenía una población de 5327 habitantes, de los cuales 3359 vivían en el asentamiento de tipo urbano de Peno. Los otros dos mil habitantes se repartían en 135 localidades rurales, de las cuales las más pobladas son Ójvat (de unos cuatrocientos habitantes), Soblago (de algo menos de trescientos habitantes), Voroshílovo, Runski, Zabélino, Zhukopá y Zaborye (estos cinco últimos con una población de entre cien y doscientos habitantes cada uno).
El raión es limítrofe al noroeste con la vecina óblast de Nóvgorod.